# Laokontova skupina
Laokontova skupina je jedna od rijetkih primjera zrelog helenističkog baroka helenističke skulpture u grupi koja predstavlja Trojanskog svećenika Laokonta i njegova dva sina u trenutku dok se bore s Posejdonovom morskom zmijom jer je prorok prorekao tragičan kraj Troje ako Trojanci u grad puste Trojanskog konja. 
Cik-cak pokreti i napetost ljudskih tijela je uokvirena zmijom koja se uvija oko njih. Skulptura u pokretu je u duhu helenističkog ukusa s nasilnim prikazima. Premda nevjerojatnog majstorstva izrade, kompozicija ove slobodno stojeće skupine je piramidalna i napravljena za gledanje iz jedne točke. Razlog tomu je mjesto gdje je skulptura prvotno trebala biti postavljena (vjerojatno eksedra u zidu).
Smrt Laokonta i njegova sina u zagrljaju zmije prikazali su umjetnici bogatstvom pokreta bez izrazite reljefne dubine; takva suzdržanost odgovarala je augostovskom idealu. Tako je i spašavanje drugog Laokontovog sina više naznačeno njegovim stavom nego radnjama. 
Kao autore Plinije Stariji navodi Hagesandra, Polidora i Atanadora s Roda. Oni su pripadali umjetničkoj obitelji koja je generacijama bila umjetnički plodna.
Laokontova smrt i razaranje Troje važni su događaji u mitskoj priči o osnivanju Rima, pa ih i Vergilije opisuje u Eneidi koja je nastala nekako u isto vrijeme kao i ova skulptura.

## Mit
Prema legendi iz grčke mitologije Laokont je bacio koplje na Trojanskog konja kad su ga zaluđeni Trojanci uvukli u grad i izrekao čuvenu rečenicu: Timeo Danaos et dona ferentes (Bojim se Danajaca i kad darove donose). 
On je naime uzalud pokušao uvjeriti svoje sugrađane da ne uvuku Trojanskog konja u grad. Zbog tog je božica Atena, protivnica Trojanaca, poslala divovske zmije Porku i Karibeju da udave njegove sinove, Laokont je dotrčao i bezuspješno pokušao spasiti sinove.
Prema drugoj inačici priče, te dvije zmije poslao je Posejdon da ga kazni zbog kršenja celibata, a Trojanci su to shvatili kao znak božje volje i upravo zbog toga uvukli Trojanskog konja unutar svojih zidina. Postoji i treća inačica mita po kojoj je zmije poslao Apolon jer je Laokont oskvrnuo njegov hram, obljubivši pred njegovom skulpturom svoju ženu.

## Povijest otkrića
Laokontova skupina pronađena je 14. siječnja 1506. tijekom poljodjeljskih radova u vinogradu Felicea de Fredisa na brdu Oppio nedaleko od Neronove vile Domus Aurea. Prema kronikama tog vremena, kod iskapanja te skupine monumentalnih razmjera, sudjelovali su Michelangelo i arhitekt Giuliano da Sangallo, koje je sam papa poslao da procjene vrijednost otkrića. Sangallo je već djelomično iskopani nalaz uspio ispravno identificirati, jer je znao za Plinijev tekst u kom je naveo da je vidio tu skupinu u palači cara Tita (79. - 81.). Plinije je i naveo da je ta grupa djelo troje kipara s Rodosa; Agesandara, Polidora i Atenodora. Po najnovijim saznanjima Agesandar je krajem 1. stoljeća pr. Kr. zajedno sa svojim sinovima Polidorom i Atenodorom vodio uspješnu kiparsku radionicu, u kojoj su se uglavnom izrađivale kopije tadašnjih slavnih djela (u to vrijeme kopije nisu bile na tako lošem glasu i nije ih se smatralo nečim lošim i jeftinim) za bogate naručitelje, pa se pretpostavlja da je i ta grupa samo kopija starijeg djela. Neki povjesničari umjetnosti pretpostavljaju da je original bio odljev od bronce.

## Vanjske poveznice
- Il Gruppo del Laocoonte na portalu Tutt'ART (tal.)